# Faderland
Faderland (originaltitel: Fatherland) är en brittisk alternativhistorisk thrillerroman från 1992, skriven av Robert Harris. Den utspelar sig i ett alternativt 1960-tal där Tyskland vunnit andra världskriget. Romanen publicerades i Sverige för första gången 1993 av Bokförlaget Forum, med svensk översättning av Hans Berggren.

## Handling

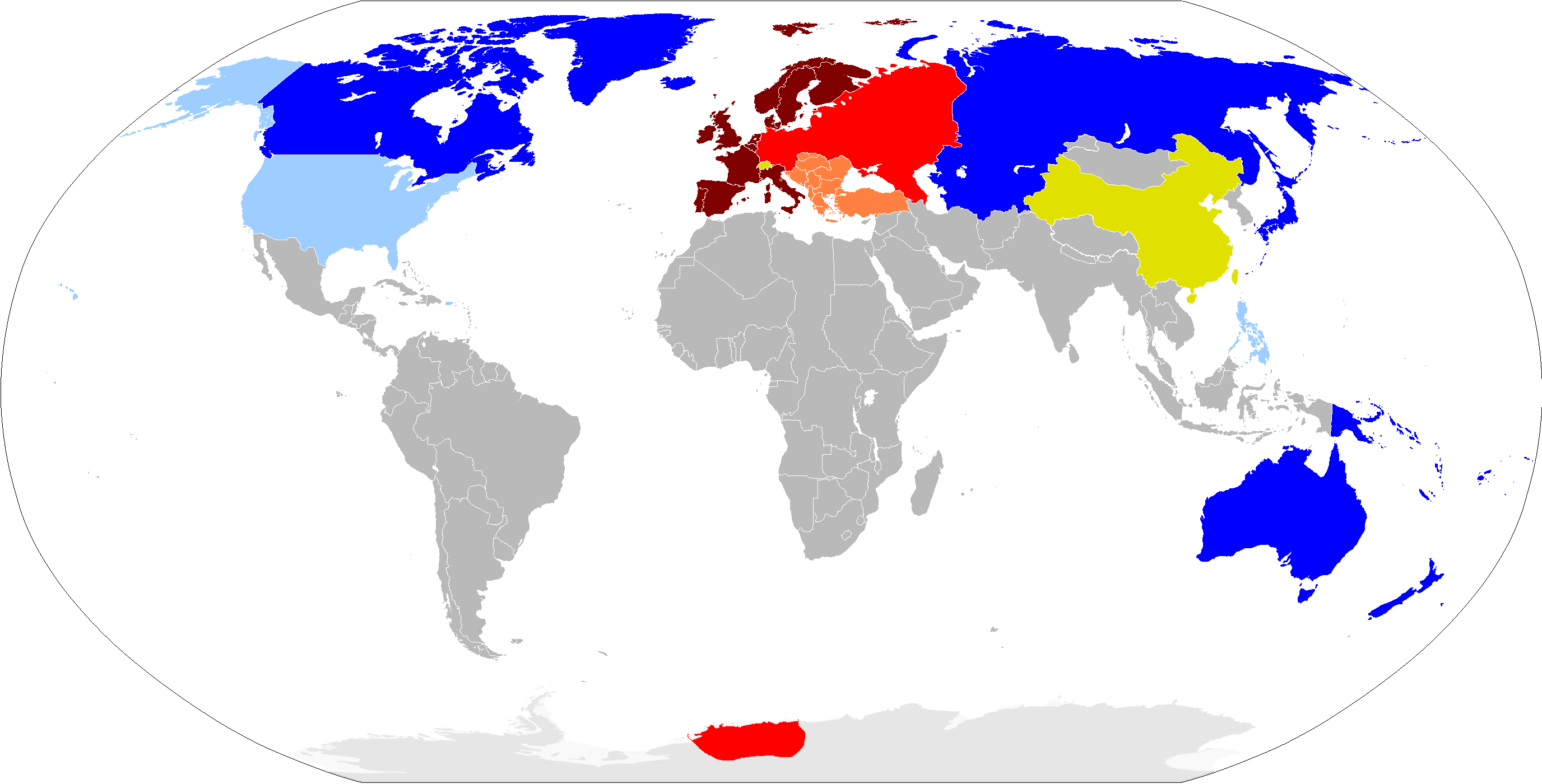
Jorden år 1964 i detta fiktiva universum. Tyskland och länder inom Tysklands intressesfär i röd färg. USA och länder inom USA:s intressesfär i blå färg. Kina och Schweiz i gul färg.

Adolf Hitler har vunnit andra världskriget. Nu härskar han över ett oerhört välde som sträcker sig från Nordsjön till Kaspiska havet. År 1964 förbereder sig ett tyskdominerat Europa för att fira den vördade Führerns 75-årsdag. Europas huvudstad, Berlin, med sina överdådigt pampiga avenyer och sin ariska monumentalarkitektur, gör sig redo för den stora festen. Så en morgon hittas ett manslik i Havelsjöns kalla vatten. Xavier March, som är mordutredare vid Berlins Kriminalpolizei, börjar nysta i omständigheterna kring dödsfallet. Och snart inser han att han själv från och med nu svävar livsfara. Den hemlighet han har kommit på spåren utgör nämligen ett dödligt hot mot hela det nazistiska systemet.

## Filmatiseringar
- En TV-film baserad på Faderland kom 1994, regisserad av Christopher Menaul och med Rutger Hauer i huvudrollen som Xavier March.[2]